# Pierre Lambert (réalisateur)
Pour les articles homonymes, voir Pierre Lambert et Lambert.
Pierre Lambert est un réalisateur français.

## Biographie
Après avoir travaillé comme assistant réalisateur à la fin des années 1960, Pierre Lambert tourne son long métrage Les Coups pour rien, adaptation d'un roman de la Série noire, qui sort en 1971.

## Filmographie
- 1967 : Anna[1], de Pierre Koralnik (assistant réalisateur)
- 1971 : Les Coups pour rien